# Осока скельна
Осока скельна (Carex rupestris) — вид багаторічних кореневищних трав'янистих рослин родини осокові (Cyperaceae). Етимологія: лат. rupestris — який живе на скелях або каменях.

## Опис
Кореневища коричневого або чорного кольору, лускаті. Стебла нечітко трикутні, слабо опушені й шорсткі, до 20 см завдовжки, при основі з бурими або каштановими піхвами. Листові пластинки жолобчасті, кінчики незабаром стають коричневими й сухими, 2–12 см × 1–3 мм. Суцвіття — єдині від 1 до 1,5 см завдовжки, термінальні колоски (верхні квітки в колоску тичинкові, нижні — маточкові). Колоскові луски більш-менш рівні мішечкам, буруваті. Мішечки довгасті чи оберненояйцеподібні, темно-бурі й матові, 2–3.5 мм, із дзьобом 0.2–0.3 мм. Приймочок 3. Сім'янки видовжено-оберненояйцеподібні, 2.2–2.5 × 1.5 мм. 2n=50, 52. Розмножується насінням і вегетативно.

## Поширення
Північна Америка: Гренландія, Канада, Аляска й пн.-цн. штати США: Євразія: Азербайджан, Монголія, Росія, Україна, Австрія, Чехія, Німеччина, Польща, Словаччина, Швейцарія, Фінляндія, Ісландія, Норвегія, Шпіцберген і Ян-Маєн, Швеція, Сполучене Королівство, Боснія і Герцеговина, Болгарія, Хорватія, Італія, Чорногорія, Румунія, Сербія, Словенія, Франція, Іспанія. Зростає на виступах скель або на кам'янистому ґрунті чи вапняку або вапняному піщанику; від сухих до середньо-вологих пустища, луки, осипові схили; 0–2000 м.
В Україні трапляється у Карпатах, росте на гірських кам'янистих схилах і скелястих вершинах в альпійському та субальпійському поясах, на висоті 1700—1900 м н.р.м. Адм. регіони: Ів, Зк. Усі популяції ізольовані, мають дуже малі площі (10–100 м²) і чисельність (50–300 особин). Природоохоронний статус виду: рідкісний. Охороняють у Карпатському БЗ та Карпатському НПП. Цвіте в червні й липні. Плодоносить у серпні й вересні.

## Галерея

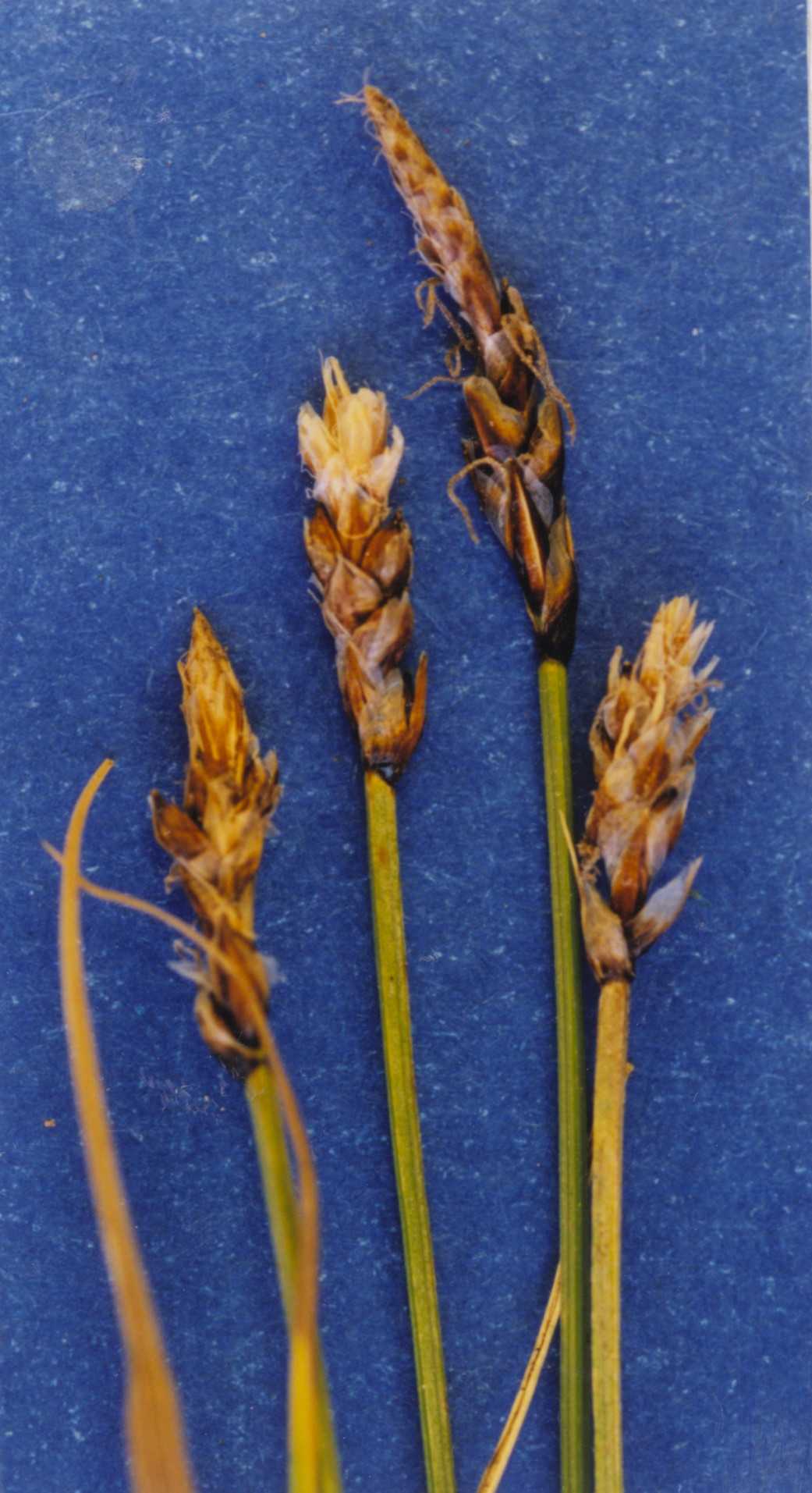
Суцвіття
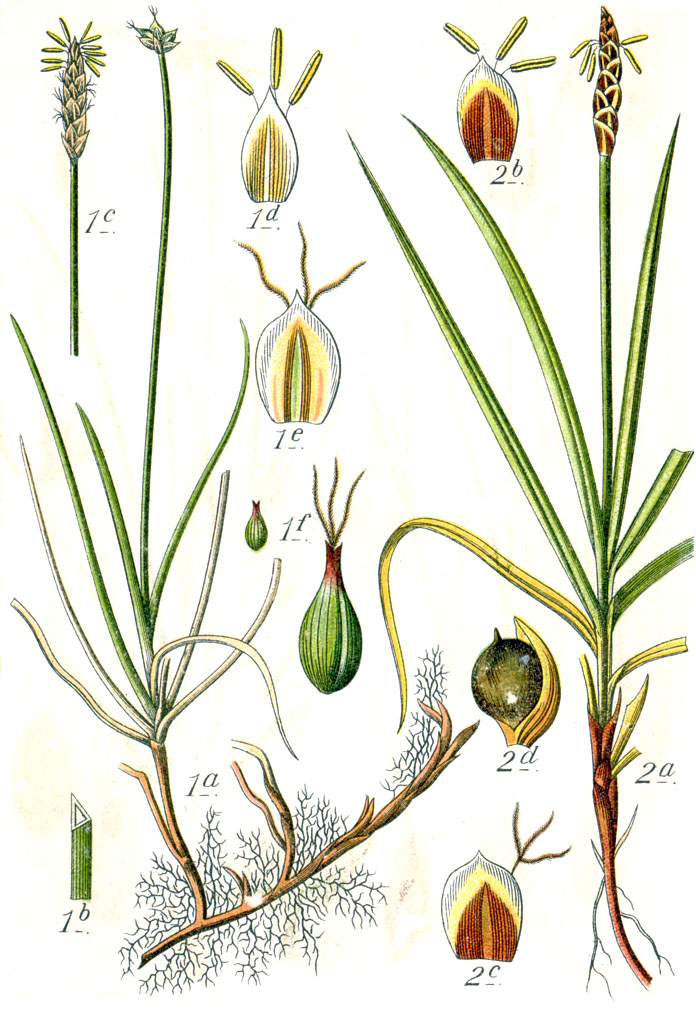
2. Carex rupestris